# میس ای
میس ای (به کره‌ای: 미쓰에이) یک گروه دخترانه کره‌ای-چینی واقع در کره جنوبی بود. این گروه در سال ۲۰۱۰ تشکیل شده بود و توسط کمپانی جی‌وای‌پی اداره می‌شد. اعضای گروه متشکل از فی، جیا، مین و سوزی بوده و نام گروه مخفف عبارت خانم آسیا می‌باشد. دو عضو سابق گروه جیا و مین پس از به اتمام رسیدن مهلت قراردادشان در مه ۲۰۱۶ و نوامبر ۲۰۱۷ میس ای را ترک کردند. میس ای در ۲۷ دسامبر ۲۰۱۷ رسماً توسط کمپانی جی‌وای‌پی دیسبند شد.

## شروع کار
گروه میس ای اولین کار رسمی خود را در روز ۳۰ خرداد سال ۲۰۱۱ با آهنگ دختر بد دختر خوب آغاز کرد. این آهنگ در رنکینگ آهنگ‌های کره رتبه یک را بدست آورد و اولین جایزه موتیزن را کسب کرد.